# Norops bombiceps
Norops bombiceps är en ödleart som beskrevs av  Cope 1876. Norops bombiceps ingår i släktet Norops och familjen Polychrotidae. Inga underarter finns listade i Catalogue of Life.